# Doug Church

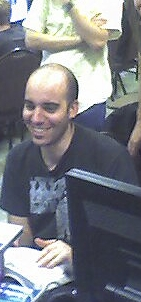
Church auf der Indie Game Jam 2005.

Doug Church ist ein US-amerikanischer Computerspielentwickler und -produzent.

## Karriere
Church besuchte in den späten 1980ern das MIT, verließ es jedoch vorzeitig und trat eine Stelle beim Spieleentwickler Looking Glass Studios an, der zu diesem Zeitpunkt hauptsächlich MS-DOS-basierte Adventure, Shooter und Computer-Rollenspiele in Egoperspektive entwickelte, darunter Ultima Underworld, Ultima Underworld II, System Shock und Dark Project: Der Meisterdieb.
Später arbeitete Church als Technischer Direktor für Eidos Interactive, wo er seine Programmier- und Designexpertise bei zahlreichen Spielen der Entwicklerstudios Ion Storm und Crystal Dynamics einbrachte, einschließlich umfangreicher Designarbeiten an Tomb Raider: Legend. 2005 verließ er Eidos, um eine Stelle bei Electronic Arts anzutreten.
2003 erhielt Church den Community Contribution Award im Rahmen der Game Developers Choice Awards, unter anderem für seine Arbeit als Co-Vorsitzender des Educational Committee der International Game Developers Association, in deren Auftrag er für die Herstellung von Entwicklungskontakten zwischen der Spieleindustrie und Bildungseinrichtungen verantwortlich war. In diesem Zusammenhang nahm er an zahlreichen Indie Game Jams teil, für deren erste Veranstaltung er auch den Spieleprotoypen Angry God Bowling entwickelte.
Von Juli 2005 bis 2009 arbeitete Church für EA Los Angeles als Teamleiter an einem Projekt unter der Aufsicht von Filmmacher Steven Spielberg. Am 17. März 2011 kündigte Valve Corporation an, dass Church für ein unangekündigtes Projekt in nicht näher genannter Position angestellt wurde.

## Ludografie
- Ultima Underworld: The Stygian Abyss (1992)
- Ultima Underworld II – Labyrinth of Worlds (1993)
- System Shock (1994)
- Flight Unlimited (1995)
- Terra Nova: Strike Force Centauri (1996)
- Flight Unlimited II (1997)
- Dark Project: Der Meisterdieb (1998)
- System Shock 2 (1999)
- Flight Unlimited III (1999)
- Dark Project 2: The Metal Age (2000)
- FreQuency (2001)
- Deus Ex (Game of the Year Edition) (2001)
- Freedom Force (2002)
- Whiplash (2003)
- Deus Ex: Invisible War (2003)
- Backyard Wrestling: Don't Try This at Home (2003)
- Thief: Deadly Shadows (2004)
- Tomb Raider: Legend (2006)
- Portal 2 (2011)